# درود بلامی

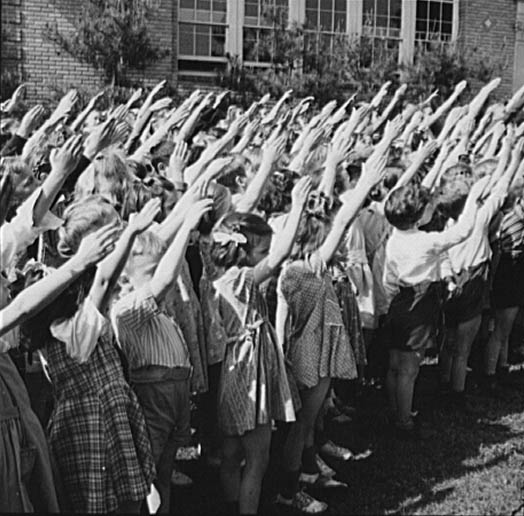
گروهی از بچه مدرسه ای‌ها در حال انجام درود بلامی

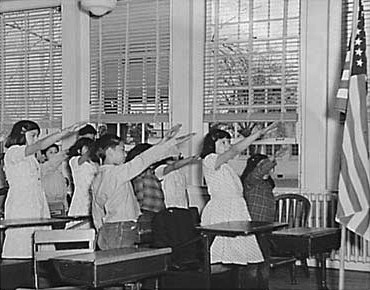
بچه‌ها در حال انجام درود بلامی به پرچم آمریکا.

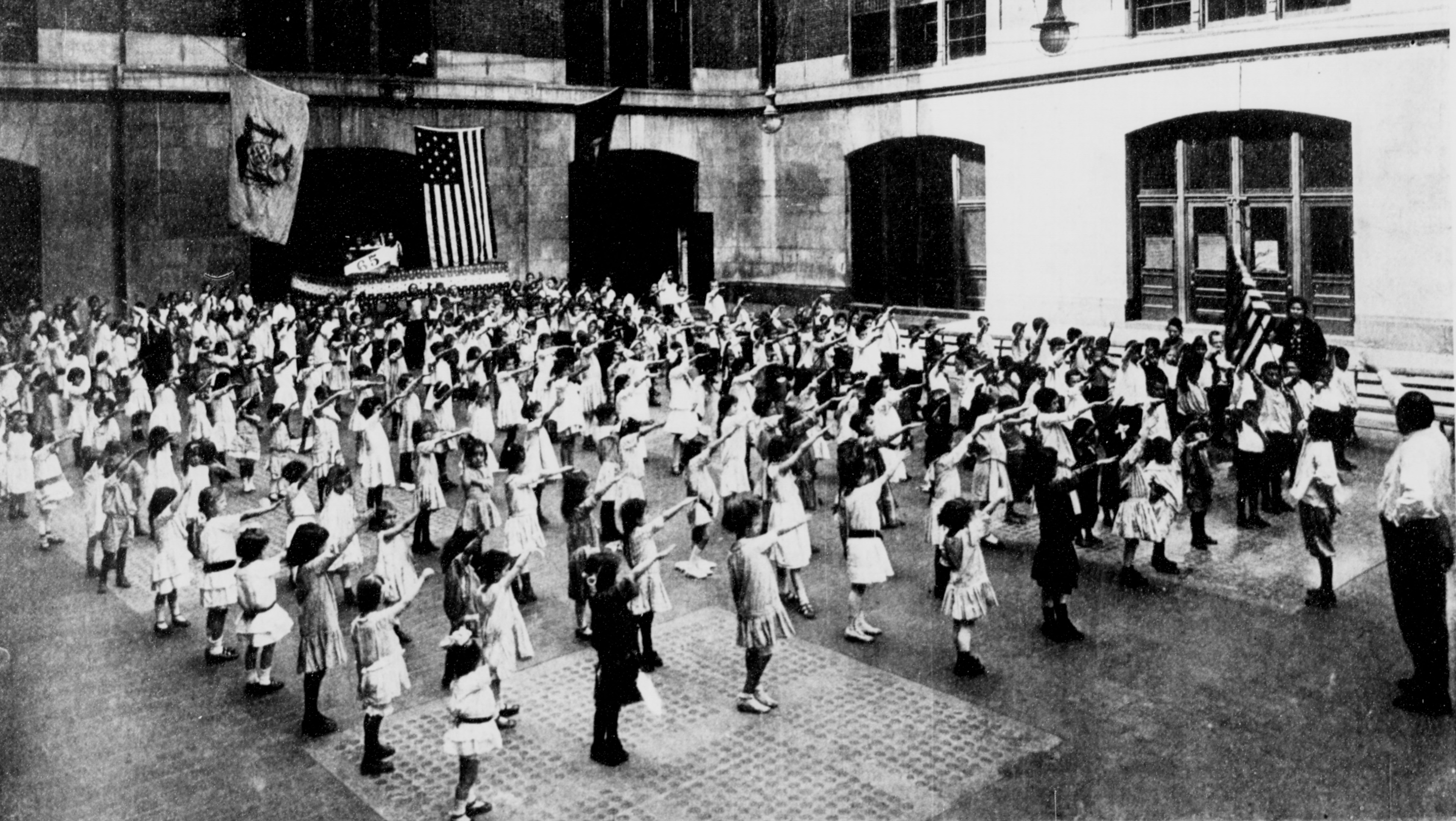
درود بلامی، ۱۹۱۵

درود بلامی (انگلیسی: Bellamy salute) سلام نظامی است که فرنسیس بلامی، کشیش و نویسندهٔ سوسیالیست مسیحی، برای اجرا در کنار تعهد تابعیت آمریکا که خود ایجادش کرده بود، پیشنهاد داده بود. این درود در دوره‌ای که به همراه تعهد تابعیت اجرا می‌شد، گاه به درود پرچم مشهور بود. بعدتر فاشیست‌های ایتالیایی و ناسیونال سوسیالیست‌های آلمان، درودی را که شکل مشابهی داشت و از سلام رومی برگرفته شده بود برگزیدند. این موجب جدل بر سر استفاده از درود بلامی در آمریکا شد و با الحاقیهٔ کنگره به قانون پرچم آمریکا در ۲۲ دسامبر ۱۹۴۲ به‌طور رسمی با درود دست بر قلب جایگزین شد.